# East Killara
East Killara è un sobborgo della Upper North Shore di Sydney, situato nello stato del Nuovo Galles del Sud, in Australia. Dista circa 15 chilometri a nord del distretto finanziario di Sydney e rientra nella municipalità di Ku-ring-gai. Si tratta di un insediamento urbano distinto dal confinante Killara, un altro sobborgo di Sydney con cui condivide il codice postale (2071).

## Storia
Killara è un termine di lingua aborigena che significa permanente o da sempre lì. Inizialmente faceva parte del sobborgo di Killara, da cui si è separato il 5 agosto 1994. Rispetto a Killara, che ha un carattere quasi esclusivamente residenziale, a East Killara sono presenti diverse attività commerciali.
Vi si trova anche la Killara High School, una scuola superiore pubblica.
Secondo un censimento del 2016, la popolazione locale ammontava a 2978 residenti.

## Note

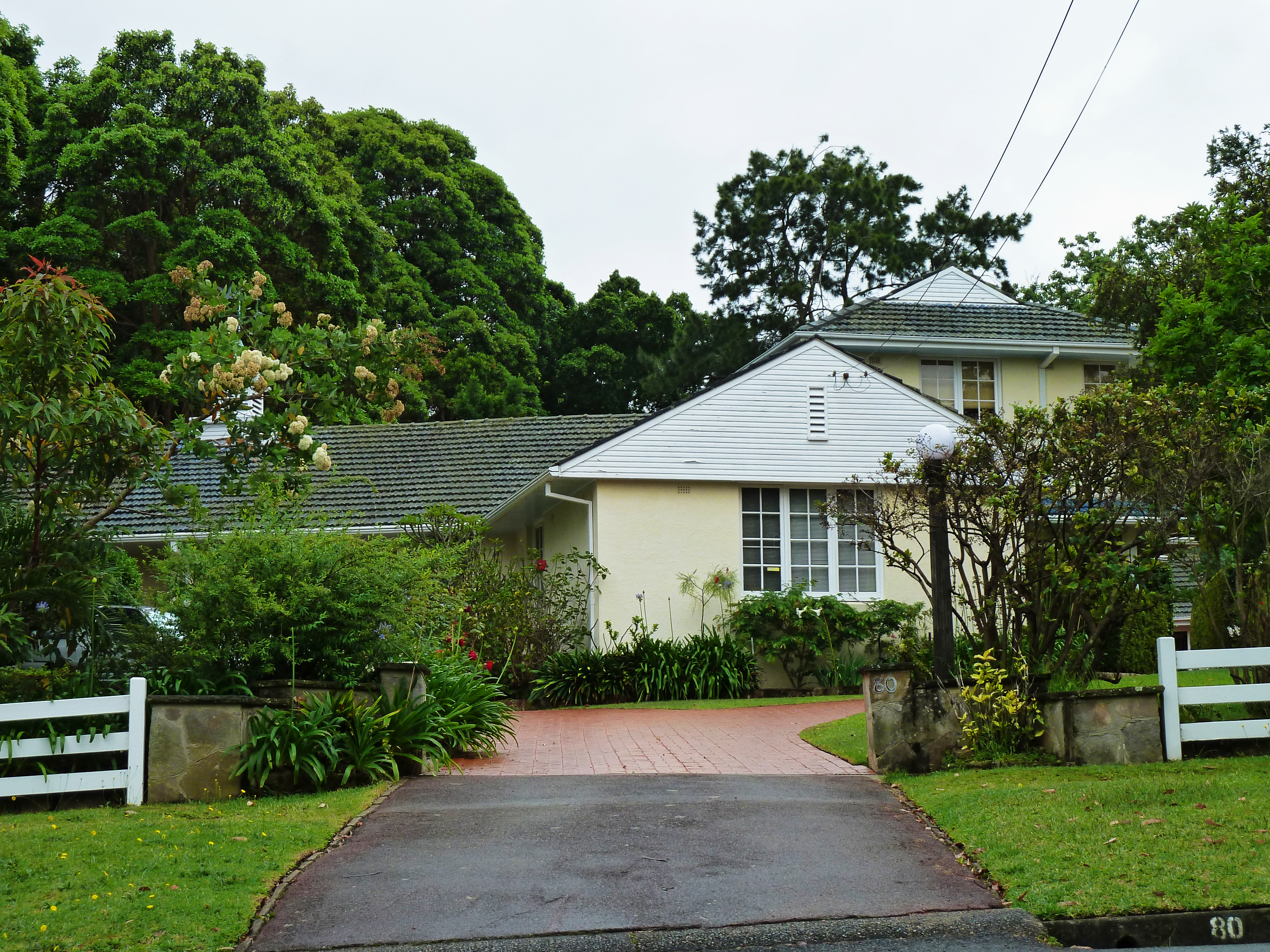
Abitazione lungo Springdale Road